# Raphael Lamar West
Raphael Lamar West (Londres, 1766 — Bushey, 1850) est un peintre, dessinateur, lithographe et graveur britannique.

## Biographie
Raphael Lamar West naît à Londres le 8 avril 1766. Il est le fils du célèbre peintre américain Benjamin West,.
Il devient un « habile dessinateur » et assistant de son père.

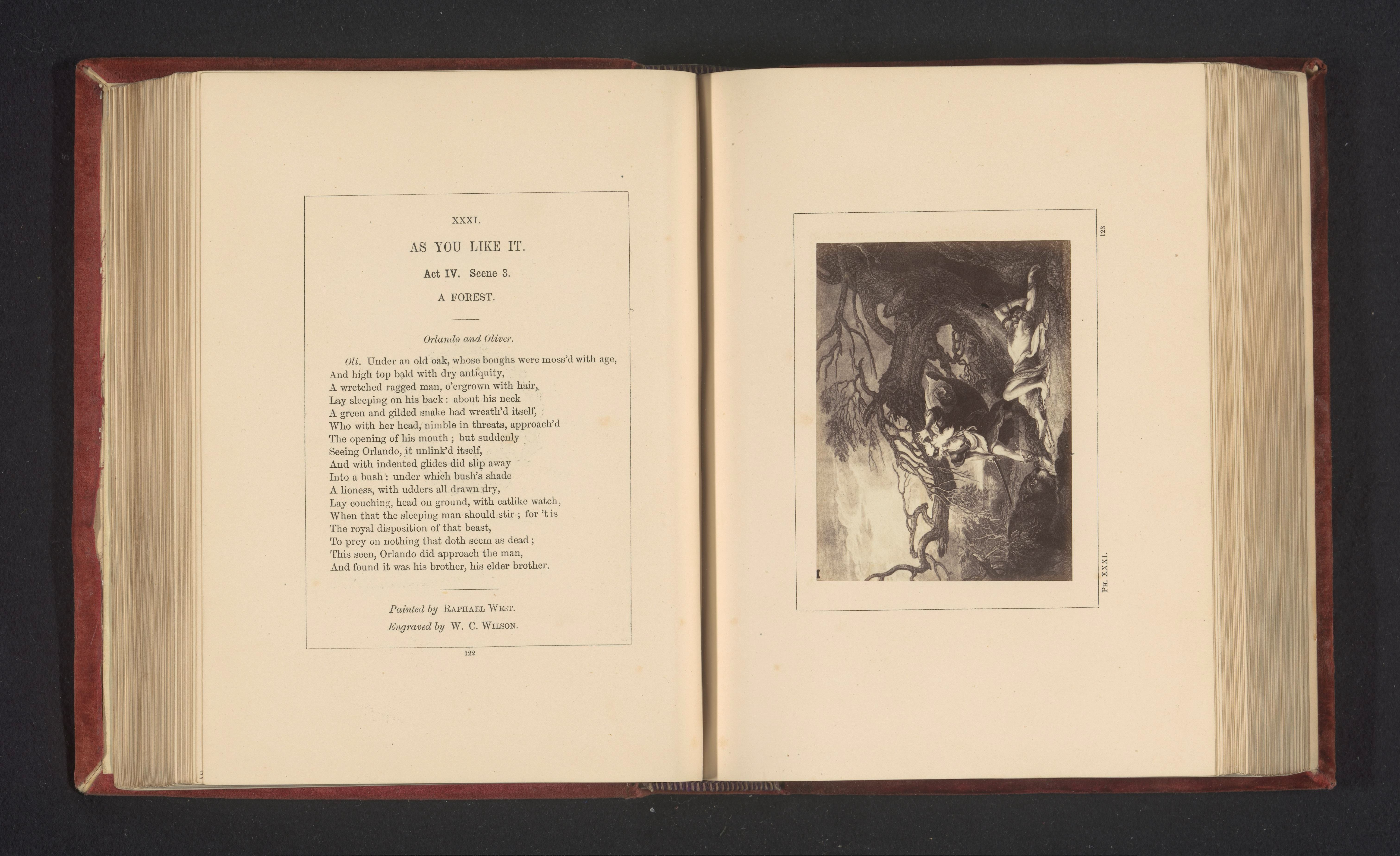
Photoreproduction d'une estampe d'après le tableau de Raphael West de la pièce de William Shakespeare, Comme il vous plaira.

Actif à Londres, il a notamment été employé en 1786 par John Boydell pour participer à sa grande entreprise éditoriale appelée Boydell Shakespeare Gallery : on connaît de lui un tableau original pour illustrer la pièce de Shakespeare Comme il vous plaira (Act IV, scene 3), qui a été gravé par William Charles Wilson (d) pour le recueil in-folio du même projet éditorial.
En 1800, West est envoyé aux États-Unis pour inspecter une importante propriété familiale dans le comté de Genesee, au nord de l'État de New York, que son père espère vendre au riche collectionneur, voyageur et écrivain britannique William Thomas Beckford. Pendant ce voyage de deux ans, Raphael West réalise plusieurs dessins des paysages qu'il traverse,,.
Raphael West meurt à Bushey le 22 mai 1850.

Représentations de Raphael West au sein de sa famille
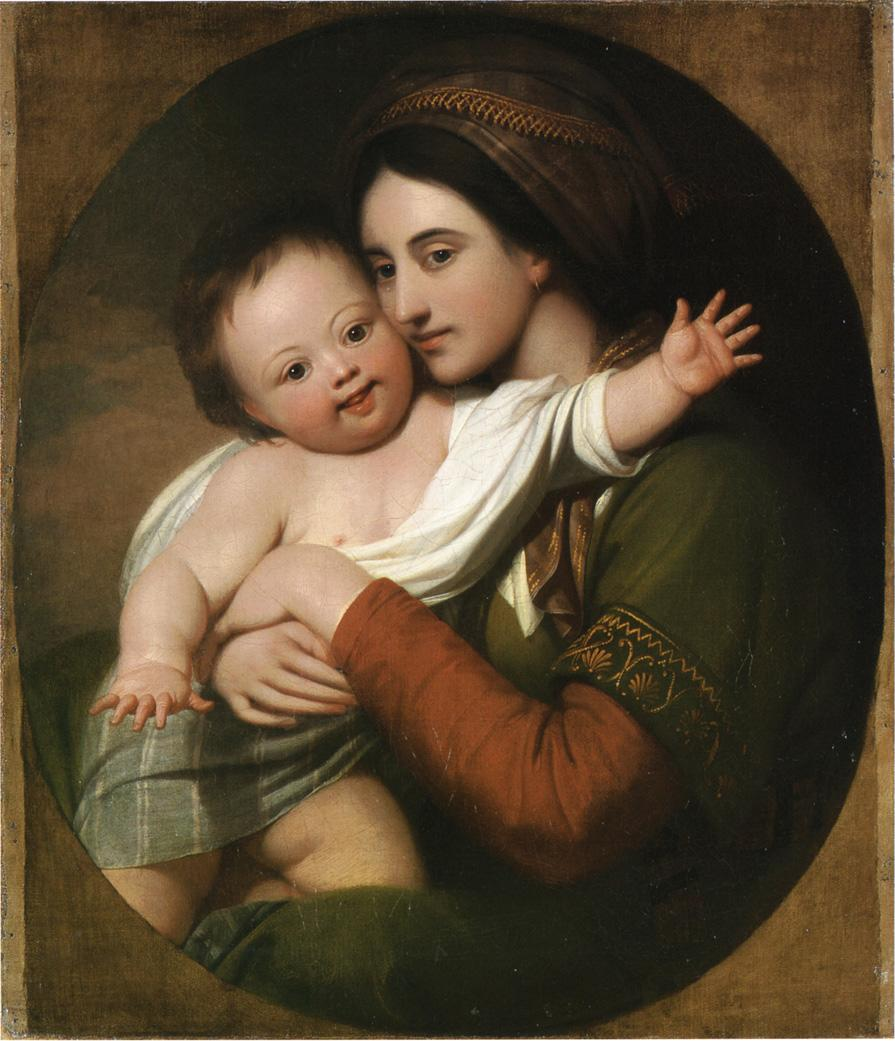
Benjamin West, Mrs Benjamin West and son Raphael (tableau de c. 1767, Musée d'Art de Denver).
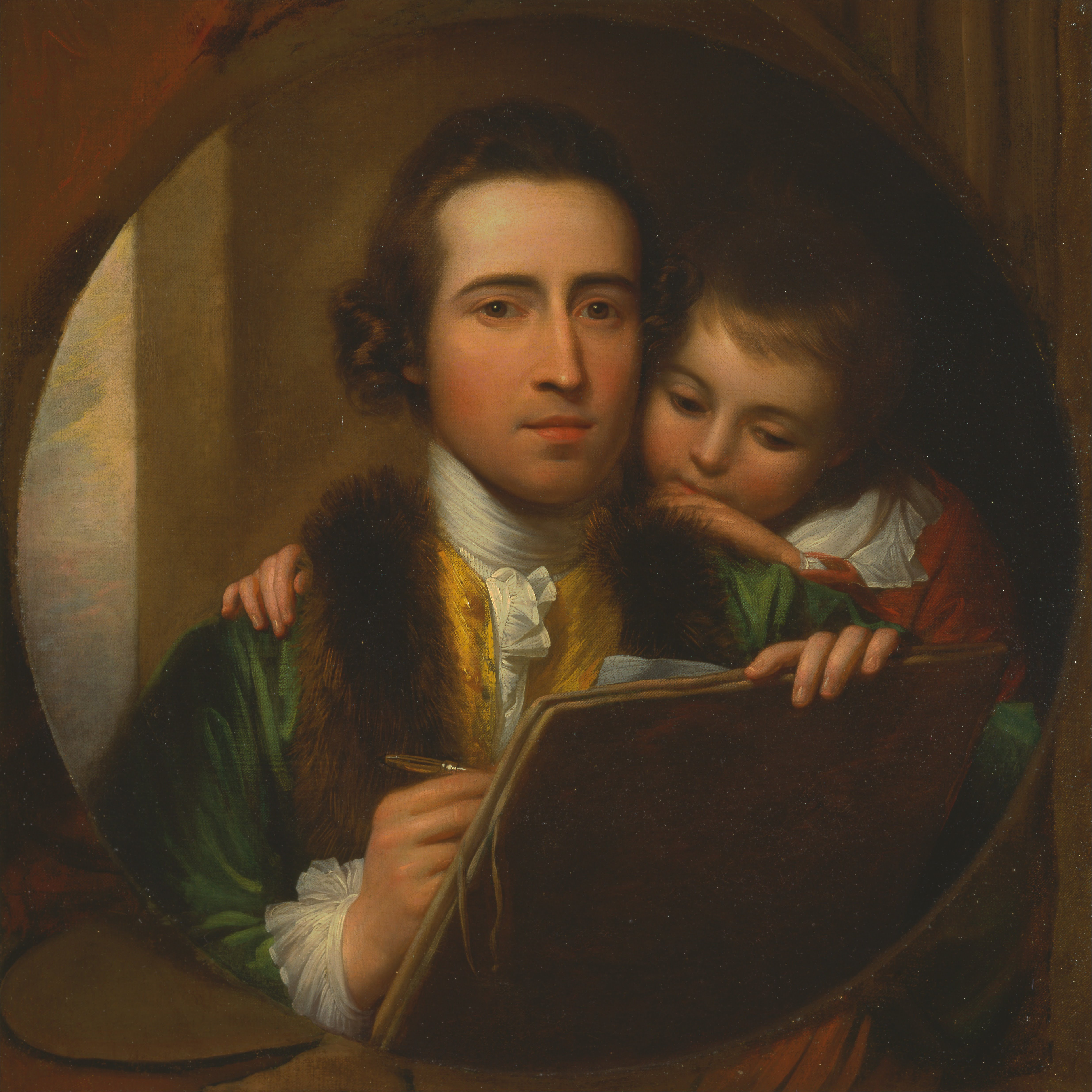
Benjamin West, The Artist and His Son Raphael (tableau de 1773, Centre d'art britannique de Yale, New Haven).
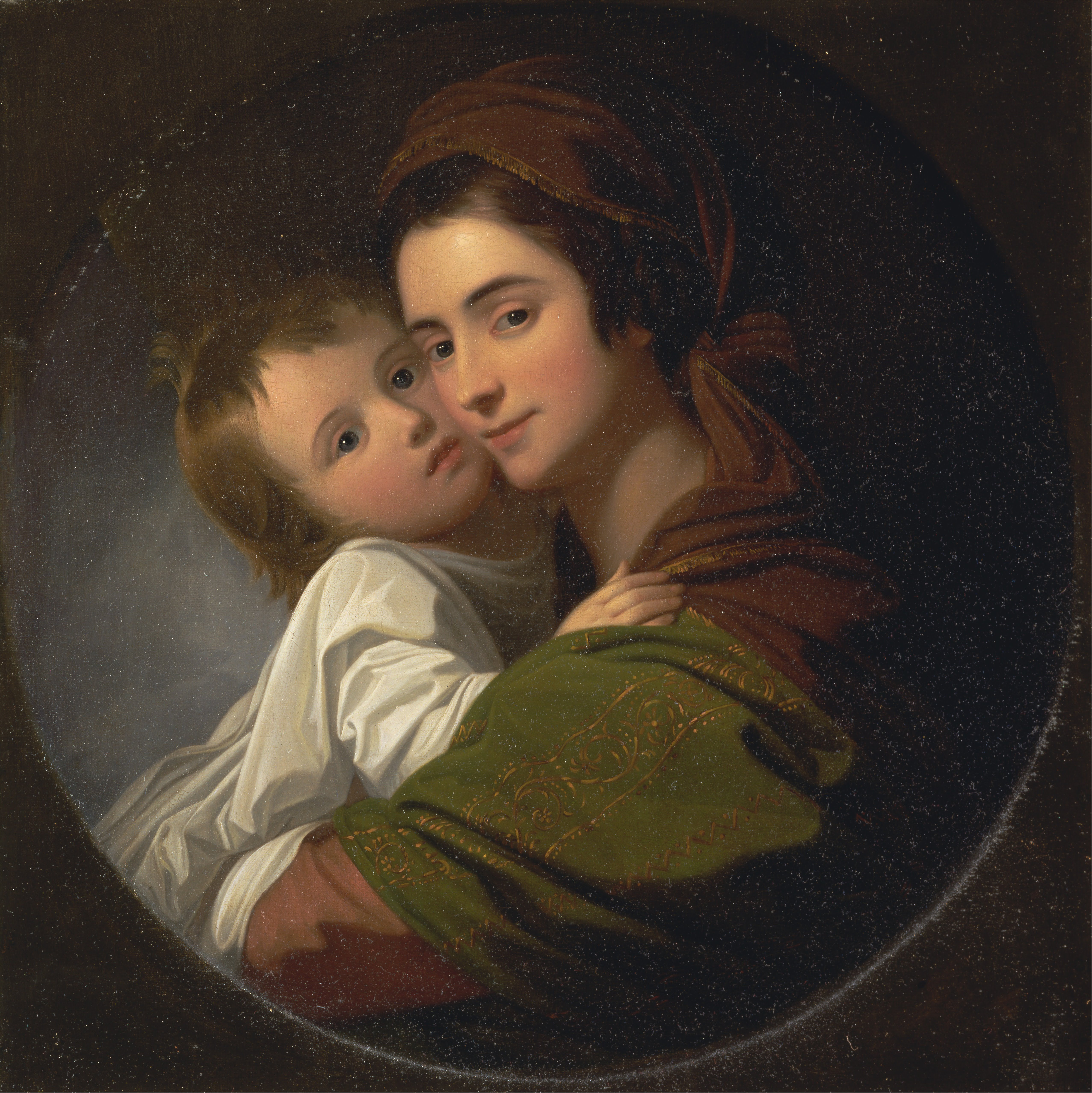
Benjamin West, The Artist's Wife Elizabeth and Their Son Raphael (tableau de c. 1773, Centre d'art britannique de Yale, New Haven).
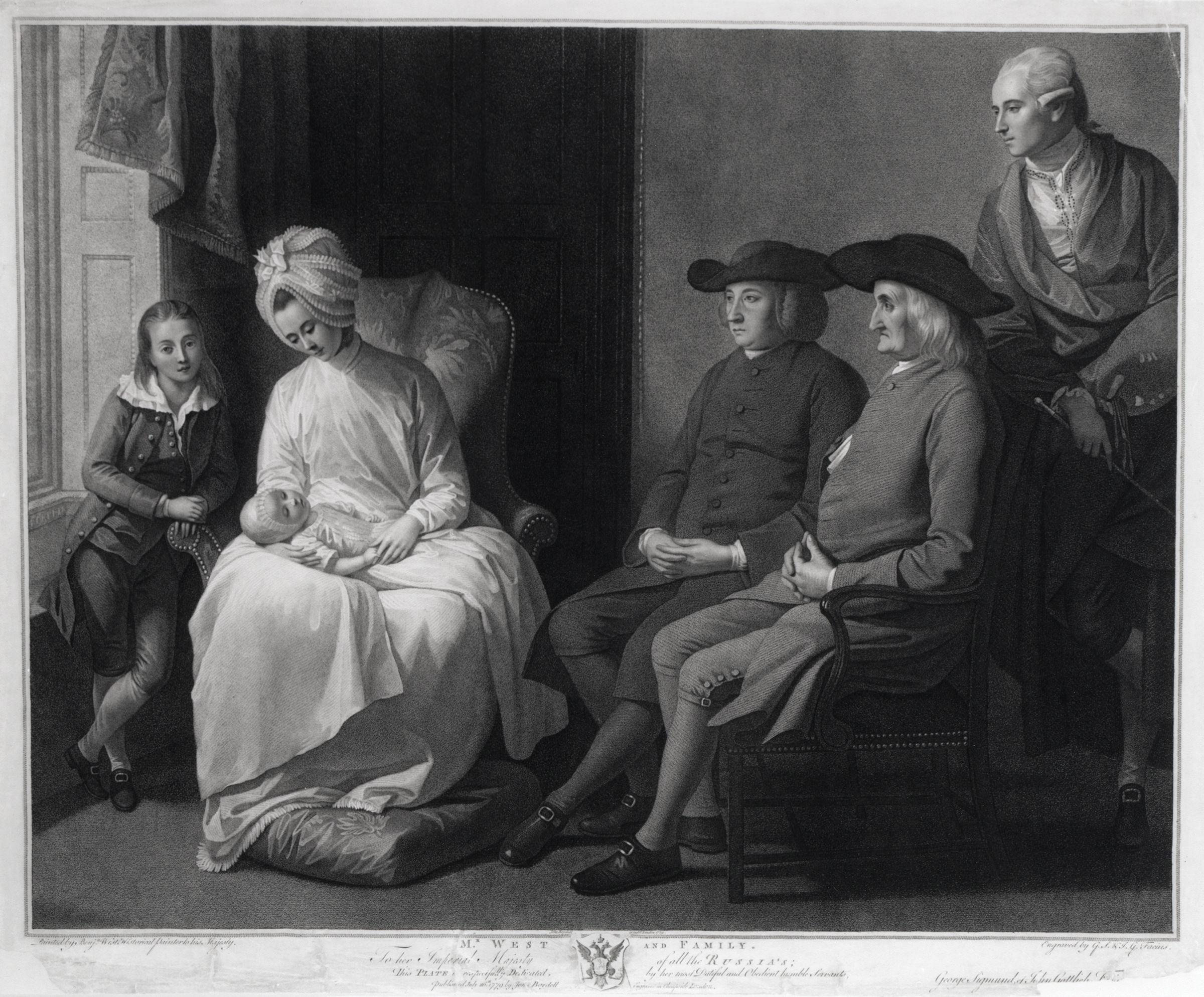
Georg Siegmund Facius, Mr. West and Family (gravure de 1779, National Portrait Gallery, Londres).

## Œuvre
Raphael Lamar West est un peintre d'histoire et de scène de genre, aquafortiste et lithographe,.

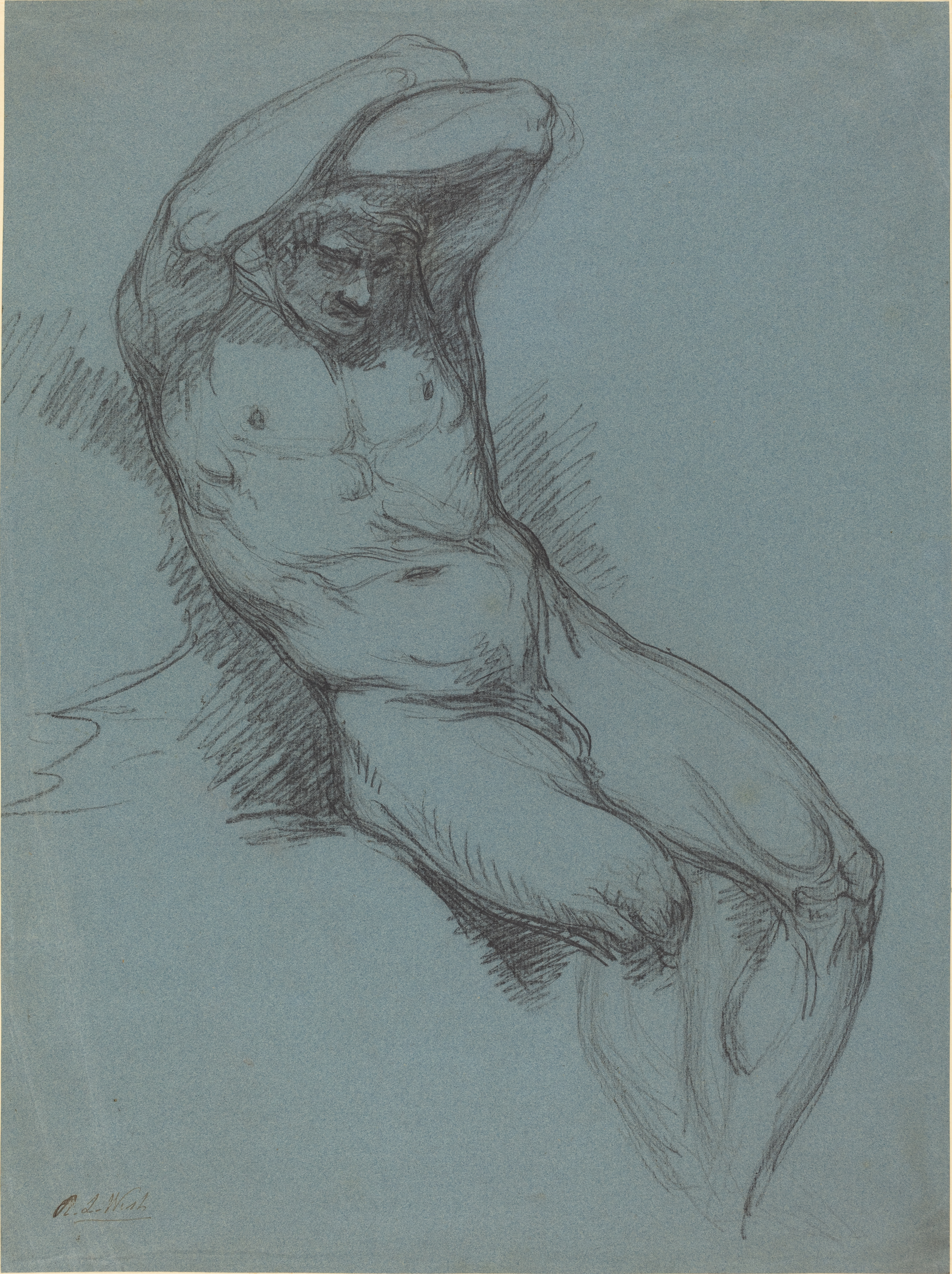
Homme nu assis avec les mains croisées derrière la tête, dessin à la craie noire sur papier vergé bleu (n. d., National Gallery of Art, Washington, D.C.).
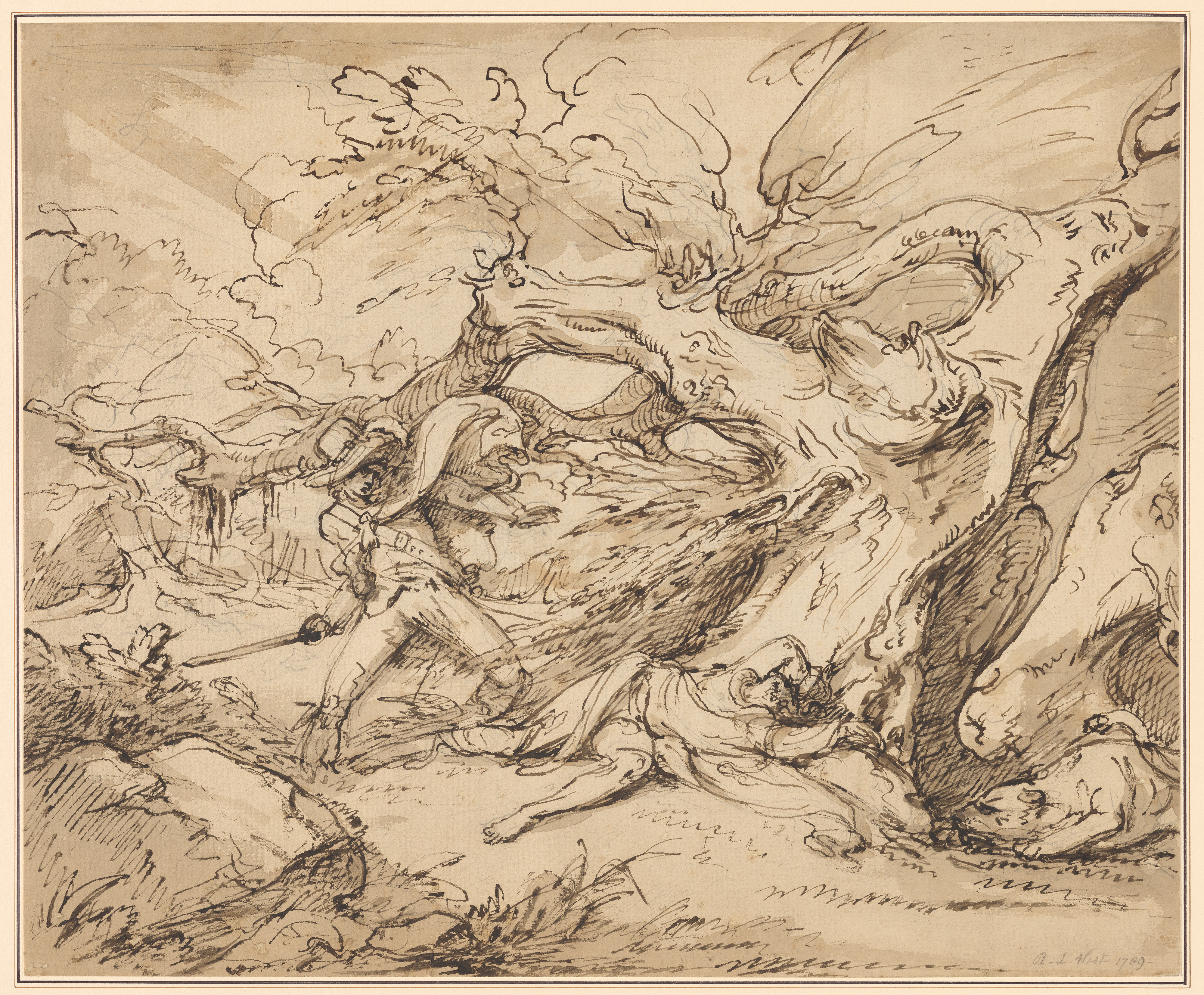
Orlando sauve Oliver du Lion, dessin à la plume, encre brune et lavis brun sur graphite sur papier vergé de 1789 (National Gallery of Art, Washington, D.C.).
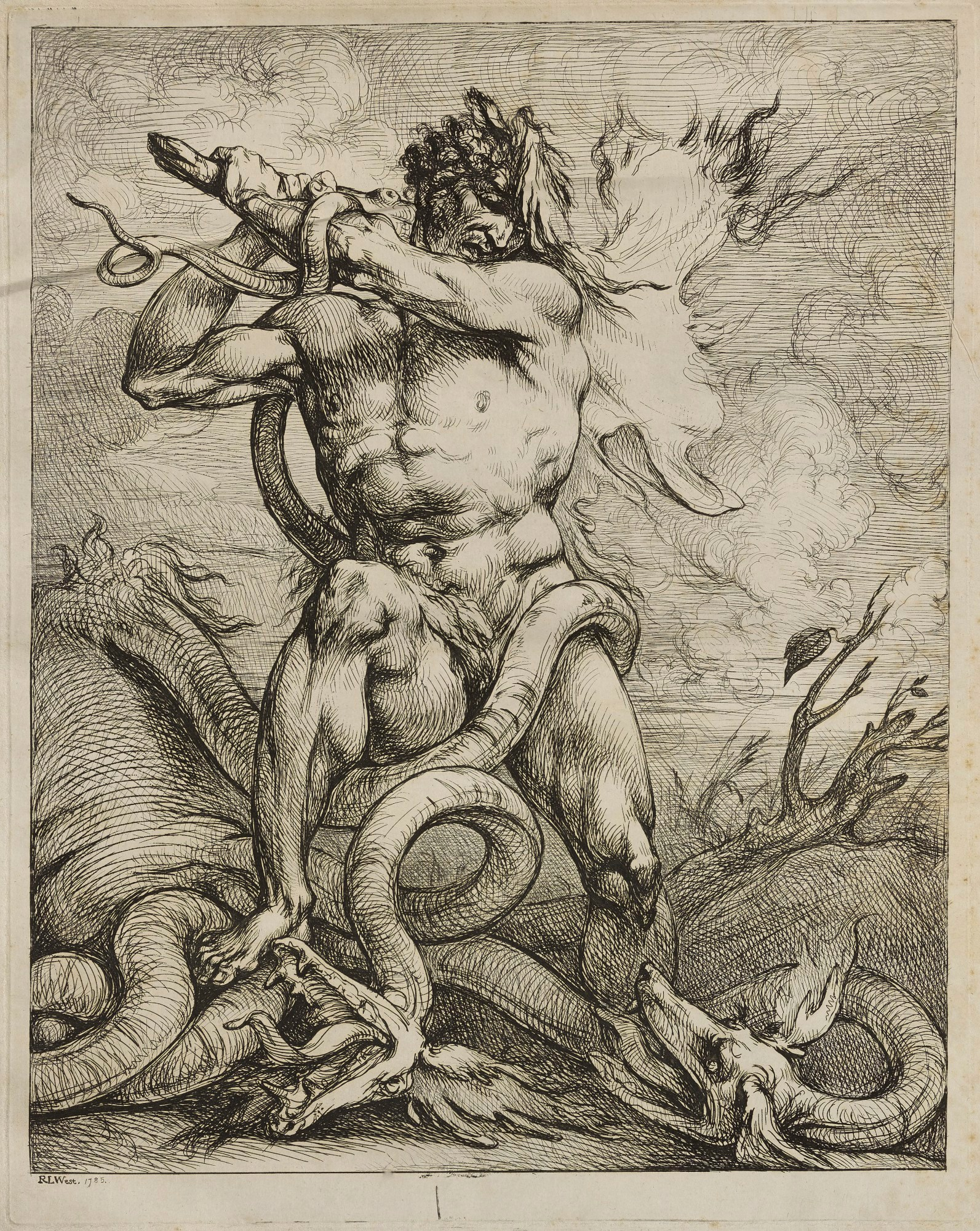
Hercules et l'hydre, eau-forte de 1785 (Royal Academy, Londres).
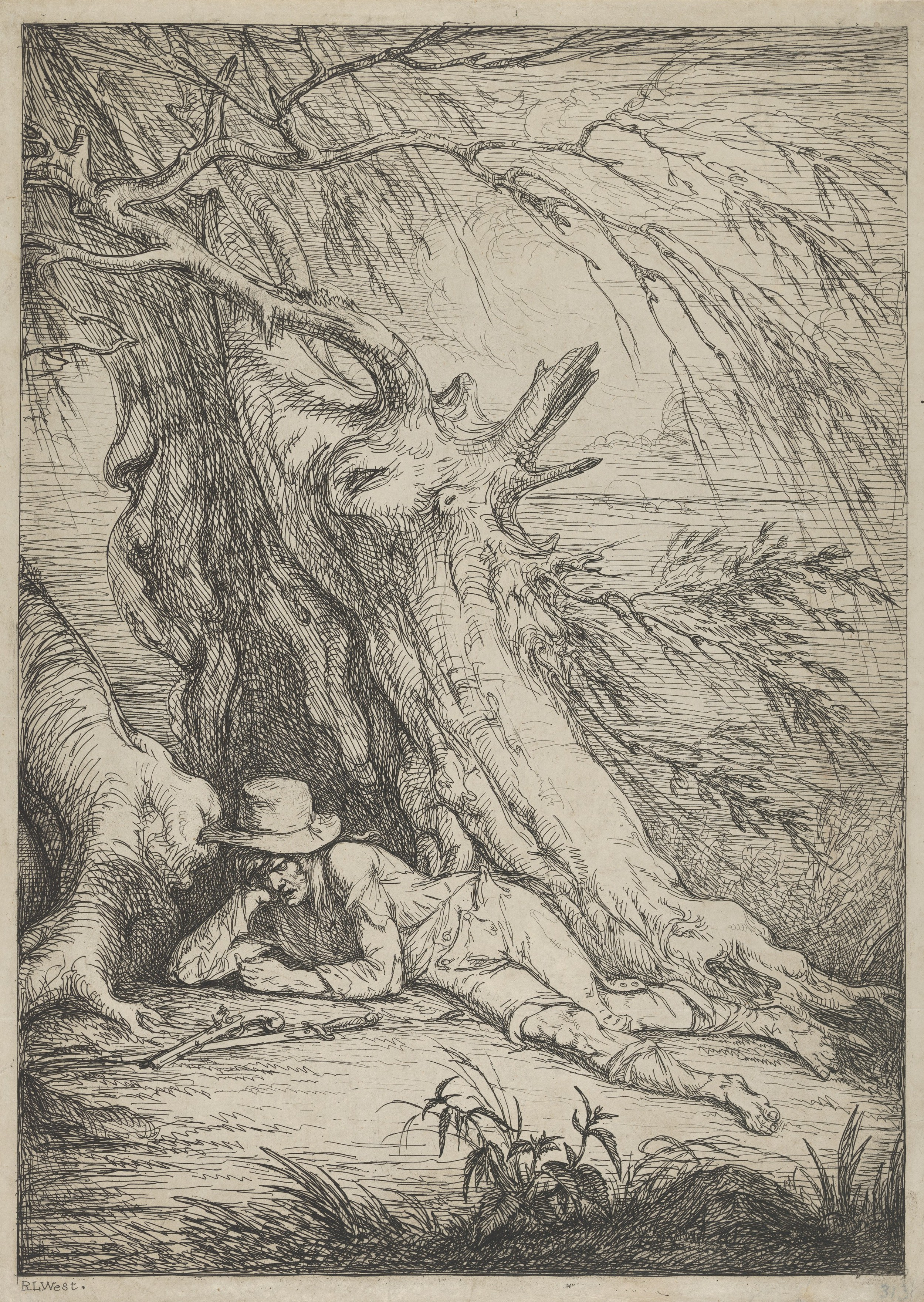
Bandit sous un arbre, eau-forte d'entre 1795 et 1801 (Metropolitan Museum of Art, New York).
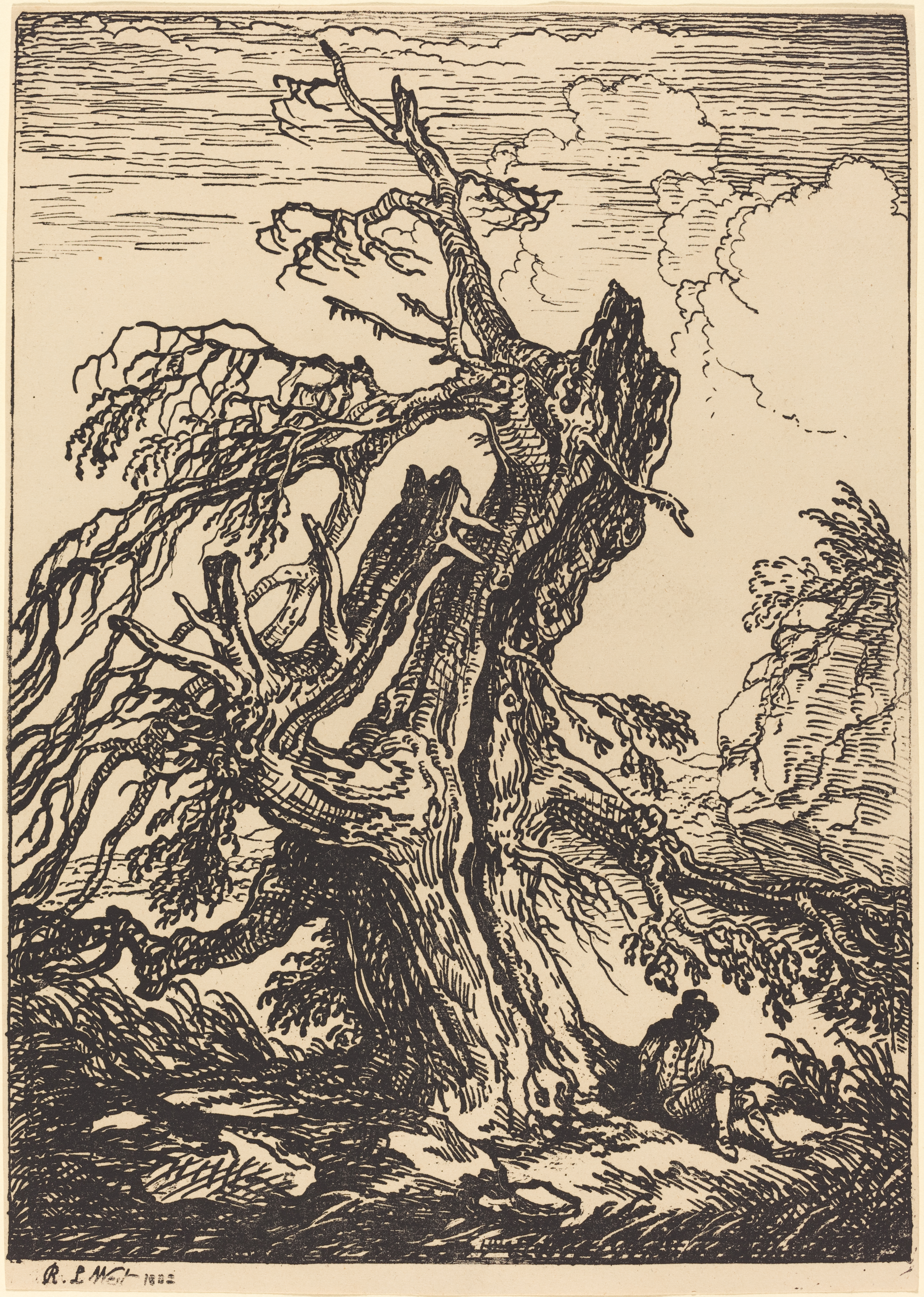
Étude d'un arbre, lithographie de 1802 (National Gallery of Art, Washington, D.C.).

## Conservation
- États-Unis
  - Minneapolis Institute of Art, Minneapolis (Minnesota)[9]
  - Art Institute of Chicago (Illinois)[10]
  - Musée d'art Nelson-Atkins, Kansas City (Missouri)[11]
  - Metropolitan Museum of Art, New York[12]
  - Morgan Library and Museum, New York[13]

- Royaume-Uni
  - British Museum, Londres[14]
  - Royal Academy, Londres[8]